# Chaenorhinum serpyllifolium
Chaenorhinum serpyllifolium är en grobladsväxtart. Chaenorhinum serpyllifolium ingår i släktet småsporrar, och familjen grobladsväxter.

## Underarter
Arten delas in i följande underarter:
- C. s. lusitanicum
- C. s. robustum
- C. s. serpyllifolium